# Migrations- und Flüchtlingspolitik in Ungarn
Die Migrations- und Flüchtlingspolitik in Ungarn ist seit der Unabhängigkeit 1990 je nach der regierenden politischen Kraft moderat bis restriktiv. Im europäischen Vergleich gehört Ungarn zu den Ländern mit dem restriktivsten Umgang von Migranten. Im Zuge der Flüchtlingskrise in Europa ab 2015 wurde das Land zu einem Zwischenziel ständig steigender Zahlen von Migranten, die sich, meist von Griechenland kommend, nach Nordeuropa auf den Weg gemacht hatten.

## Migration nach Ungarn

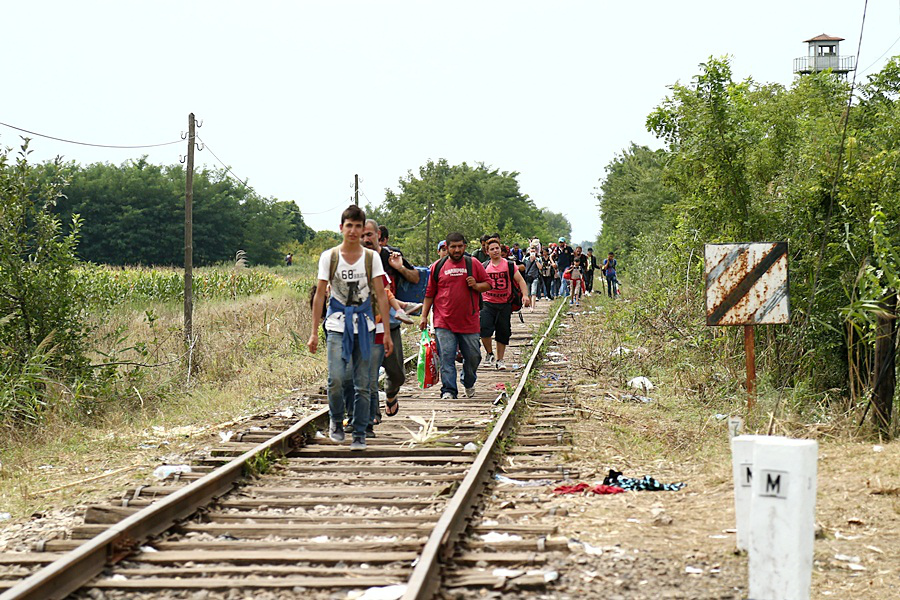
Migranten auf dem Bahngleis bei Röszke im August 2015

2012 wurden lediglich 2000 Flüchtlinge in Ungarn registriert. 2014 trafen in Ungarn rund 43.000 Flüchtlinge ein. Im Jahr 2015 beschleunigte sich die Migrationsbewegung über die Grenzen Ungarns sprunghaft auf 150.000 Personen allein bis August 2015.
Ungarn ist eines der Transitländer für die Flüchtlingsströme aus Nahost und Afrika. Migranten, die nach Ungarn kommen, wollen in der Regel nicht in Ungarn bleiben, sondern nutzen das Land nur als Durchgangsstation in Richtung Westeuropa.

## Politische Entwicklung
Seit 2010 regiert das Bündnis aus Fidesz und KDNP und es kam zu einer gewaltigen Machtverschiebung im Parlament hin zu den rechtsgerichteten Parteien Ungarns. Am 18. April 2011 wurde mit den Stimmen der Fidesz die zum 1. Januar 2012 in Kraft getretene neue Verfassung verabschiedet. Als Grundlagen der Nation bekennt sich dieses in seiner Präambel unter anderem zu Gott, Krone (Stephanskrone) und Vaterland, Christentum, Familie und Nationalstolz. Der offizielle Staatsname wurde von Republik Ungarn (Magyar Köztársaság) in Ungarn (Magyarország) geändert. Die Staatsform Ungarns wird in Artikel B der Verfassung weiterhin als Republik bezeichnet; die Regierungsform ist parlamentarisch.
Das ungarische Parlament erörterte 2015 den von der Regierungspartei Fidesz eingebrachten Entwurf einer Novelle des Asylgesetzes. Dieser würde die Regierung dazu ermächtigen, beliebige Länder, darunter auch das Nachbarland Serbien, als „sichere Drittstaaten“ einzustufen. Damit können von dort eintreffende Schutzsuchende wieder in die betreffenden Staaten abgeschoben werden. Ministerpräsident Viktor Orbán startete ebenfalls 2015 eine aufwendige Plakat-Kampagne mit ausländerfeindlichen Losungen.
Am 2. Oktober 2016 sprachen sich im Referendum über EU-Flüchtlingsquoten mehr als 98 % der Abstimmenden gegen die von der Europäischen Union geplante Verteilung von Flüchtlingen auf die EU-Staaten aus. Wegen einer zu geringen Wahlbeteiligung von 43,3 % wurde das Ergebnis für ungültig erklärt.
Am 7. März 2017 stimmte das ungarische Parlament mit großer Mehrheit für die Einführung von Transitzonen. Künftig sollen alle Asylbewerber, mit Ausnahme von Kindern unter 14 Jahren, nahe der Grenze zu Serbien in mit Stacheldraht gesicherten Containersiedlungen bis zum Abschluss ihres Asylverfahrens untergebracht werden. Vorzeitig verlassen können sie diese Einrichtungen dann nur noch in Richtung Serbien. Die ungarische Regierung begründete ihr Vorgehen mit einer vermeintlich drohenden Flüchtlingswelle, Terrorangst und der Feststellung, dass sich bisher ein Großteil der Asylantragssteller aus Ungarn in andere Staaten abgesetzt hat. Der Europäische Gerichtshof urteilte am 14. Mai 2020, dass die Festhaltung von vier Asylbewerbern im Transitlager Röszke einer Haft gleichkomme. Daraufhin schloss die ungarische Regierung neben Röszke auch das Transitlager in Tompa und verteilte die 280 Menschen auf verschiedene Einrichtungen.

## Serbisch-ungarischer Grenzzaun
Mitte 2015 kündigte Ungarns Regierung an, die Grenze zum südlichen Nachbarland Serbien mit einer vier Meter hohen Grenzbefestigung sichern zu wollen. „Die Regierung ist dazu entschlossen, Ungarn und die ungarischen Menschen vor dem Einwanderungsdruck zu schützen“, sagte in diesem Zusammenhang Außenminister Péter Szijjártó.
Am 13. Juli begannen die Arbeiten zum 175 Kilometer langen und vier Meter hohen Grenzzaun. Gearbeitet werde zunächst an einem 150 Meter langen „Musterabschnitt“ an der Grenze zu Serbien, erklärte die Regierung.

## Internationale Bewertungen
Vor allem der Grenzzaun Ungarns rief im europäischen Ausland Unverständnis, Widerstand und Ablehnung hervor. Ungarn war das Land, wo sich einst der Eiserne Vorhang öffnete. Viele EU-Regierungen haben sich deutlich gegen den Bau eines Grenzzaunes ausgesprochen. Menschenrechtsorganisationen kritisieren das Grenzzaun-Projekt als Teil einer „Propagandakampagne der Regierung gegen Einwanderer“.
Auf Kritik an der Grenzbefestigung durch Frankreichs Außenminister reagierte Ungarns Regierung verärgert und bestellte Ende August 2015 einen französischen Botschaftsvertreter ein. Man betonte, dass Ungarn, als Mitglied der Union, die Verpflichtung habe, die EU-Außengrenze zu schützen.
Das UN-Flüchtlingshilfswerk UNHCR kritisierte Ungarns Entscheidung zur Einrichtung von Transitzonen im März 2017. Sie wird von Europapolitikern als Bruch von internationalem Recht gewertet, nachdem die Rechtsprechung des Europäischen Gerichtshofs das Einsperren von Flüchtlingen verbietet.
Im Juni 2024 verhängte der Europäische Gerichtshof wegen Verstößen gegen das EU-Asylrecht eine Strafe von 200 Millionen Euro gegen Ungarn. Hinzu kommt ein Zwangsgeld von einer Million Euro für jeden Tag Verzug. Da Ungarn die Strafe nicht zahlte, erklärte die Europäische Kommission im September 2024, sie werde das Geld von bevorstehenden EU-Zahlungen an Ungarn abziehen.